# Бобли (заповідне урочище)
Бобли — заповідне урочище місцевого значення в Україні. Об'єкт розташований на території Ковельського району Волинської області, неподалік від с. Бобли. 
Площа — 25,4 га, статус отриманий у 1998 році. Перебуває у віданні філія «Володимир-Волинське лісомисливське господарство», Осівське лісництво, квартал 3, виділи 21-24, 26, 28-30, 33, 36, 37, 40-42.
Охороняється ділянка лісових насаджень дуба звичайного віком понад 140 років з домішкою вільхи чорної, берези повислої, сосни звичайної, граба звичайного. У підліску зростають ліщина звичайна, у трав'яному покриві - осока, чорниця, веснівка дволиста.

## Галерея

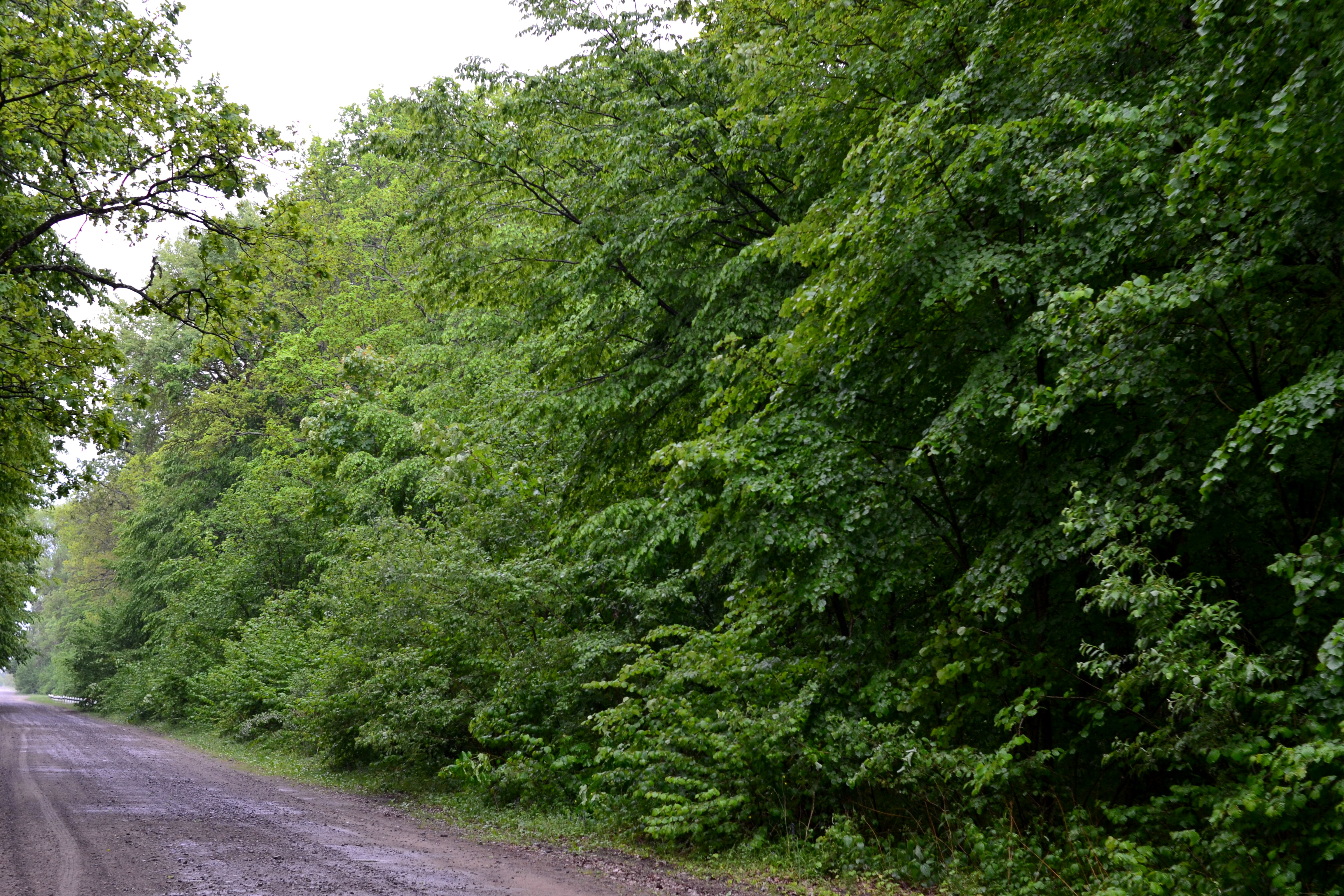